# The Two-Men Power Trip
Vous êtes invité à donner votre avis sur cette page de discussion, de manière argumentée en vous aidant notamment des critères d’admissibilité ou en présentant des sources extérieures et sérieuses.  
Après avoir apposé le modèle {{Admissibilité}} sur une page, suivez les étapes expliquées sur Wikipédia:Débat d'admissibilité/Aide :
| 1. | Créez la page de débat d'admissibilité.                                                                      | Sauvegardez d’abord la page pour l’initialiser puis indiquez votre motivation.                |
| 2. | Important : ajoutez une entrée dans la section Débat d'admissibilité du jour.                                | Utilisez ce texte : *{{L\|The Two-Men Power Trip}}                                            |
| 3. | Pensez à informer les contributeurs principaux de la page et les projets associés lorsque cela est possible. | Utilisez ce texte : {{subst:Avertissement débat d'admissibilité\|The Two-Men Power Trip}}~~~~ |

The Two-Men Power Trip était une équipe de catcheurs formée par Triple H et Steve Austin à la World Wrestling Federation en 2001.

## Histoire (2000-2001)
Stone Cold Steve Austin et Triple H formèrent ensemble The Two-Men Power Trip peu de temps après leur rivalité. Ils gagnèrent le WWF Tag Team Championship. En 2001, pendant un match contre les Brothers of Destruction ou le WWF et le Intercontinental Championship était en jeu (le WWF pour Undertaker et le Intercontinental pour Kane). A Backlash 2001, Triple H se blessait au quadriceps et ils perdaient leurs match pour céder leurs ceintures. La blessure de HHH était trop importante, il dut rester hors des rings pendant plusieurs mois.

## Palmarès
- World Wrestling Federation
  - 1 fois Champion par équipe de la WWF (Steve Austin & Triple H)
  - 1 fois Champion de la WWF (Steve Austin)
  - 2 fois Champion Intercontinental de la WWF (Triple H)